# الأردن في الألعاب الأولمبية الصيفية 2012
شارك الأردن في الألعاب الأولمبية الصيفية لعام 2012 التي اقيمت في لندن في المملكة المتحدة، في الفترة من 27 يوليو - 12 أغسطس 2012. وتعتبر هذه المشاركة هي التاسعة للأردن على التوالي في الألعاب الأولمبية الصيفية منذ عام 1980.
تم اختيار السباحة المعتزلة سمر نصار كرئيسة للبعثة الأولمبية والوفد المشارك، واختارت اللجنة الأولمبية الأردنية فريقاً من تسعة رياضيين (خمسة رجال وأربع سيدات)، للتنافس في ست رياضات في الألعاب الأولمبية (تايكواندو، سباحة، ملاكمة، فروسية، العاب قوى، ماراثون)، منهم اللاعبة نادين دواني التي سبق لها وشاركت في أولمبياد أثينا سنة 2004. وتم اختيارها من قبل اللجنة لحمل العلم الأردني في حفل الافتتاح.لم يحقق الأردن في هذه البطولة أي ميدالية.

## الرياضيون المشاركون
مثل الأردن في ھذه البطولة اللاعبون: دانا حيدر (تايكواندو)، نادين دواني (تايكواندو)، محمد أبو لبدة (تايكواندو)، كريم عناب (سباحة)، تاليتا بقلة (سباحة)، إيهاب درويش (ملاكمة)، إبراهيم بشارات (فروسية)، ريما فريد (العاب قوى)، مثقال أبو ضريس (ماراثون).
ولاحقا تم إستبعاد اللاعبة دانا حيدر من بعثة الأردن المشاركة في أولمبياد لندن بعد تعرضها لإصابة خلال معسكر التدريب وحلت اللاعبة راية حتاحت مكانها.

### الماراثون وألعاب القوى[3]
شارك الأردن بلاعبين اثنين في فئة ألعاب القوى وهما اللاعب مثقال أبو ضريس في (الماراثون) واللاعبة ريما طه في (جري 100 متر) ولم يتمكن كلاهما من التأهل:
| اللاعب         | المنافسة | النهائي | النهائي |
| اللاعب         | المنافسة | الزمن   | الترتيب |
| -------------- | -------- | ------- | ------- |
| مثقال أبو ضريس | ماراثون  | 2:21:00 | 56      |

| اللاعب  | المنافسة | الدور الأول | الدور الأول | الدور ربع النهائي | الدور ربع النهائي | الدور نصف النهائي | الدور نصف النهائي | النهائي  | النهائي  |
| اللاعب  | المنافسة | الزمن       | الترتيب     | الزمن             | الترتيب           | الزمن             | الترتيب           | الزمن    | الترتيب  |
| ------- | -------- | ----------- | ----------- | ----------------- | ----------------- | ----------------- | ----------------- | -------- | -------- |
| ريما طه | 100 متر  | 12:66       | 6           | لم تتأهل          | لم تتأهل          | لم تتأهل          | لم تتأهل          | لم تتأهل | لم تتأهل |

### الملاكمة
شارك الأردن بلاعب واحد في رياضة الملاكمة وهو اللاعب إيهاب درويش الذي استطاع الوصول إلى دور ال 16، لكنه خسر أمام نظيره الكوبي بنتيجة ثقيلة وخرج من المنافسة:
| الملاكم     | المنافسة | دور ال 32            | دور ال 16            | ربع النهائي | نصف النهائي | النهائي  | النهائي  |
| الملاكم     | المنافسة | بلد المنافس -النتيجة | بلد المنافس -النتيجة | النتيجة     | النتيجة     | النتيجة  | الترتيب  |
| ----------- | -------- | -------------------- | -------------------- | ----------- | ----------- | -------- | -------- |
| إيهاب درويش | (81 كلغ) | نيجيريا فاز (19-7)   | كوبا خسر (8-25)      | لم يتأهل    | لم يتأهل    | لم يتأهل | لم يتأهل |

### الفروسية
شارك الأردن بلاعب واحد في رياضة الفروسية وهو اللاعب إبراهيم بشارات الذي شارك أيضا في أولمبياد2008 في الصين، لكنه خرج من الجولة الأولى بعد أن حقق المركز ال 67 :
| اللاعب           | المنافسة | الفرس | التصفيات      | التصفيات      | التصفيات       | التصفيات       | التصفيات       | التصفيات       | النهائي       | النهائي       | النهائي        | النهائي        | النهائي        | المجموع | المجموع |
| اللاعب           | المنافسة | الفرس | الجولة الأولى | الجولة الأولى | الجولة الثانية | الجولة الثانية | الجولة الثالثة | الجولة الثالثة | الجولة الأولى | الجولة الأولى | الجولة الثانية | الجولة الثانية | الجولة الثانية | المجموع | المجموع |
| اللاعب           | المنافسة | الفرس | الأخطاء       | الترتيب       | الأخطاء        | الترتيب        | الأخطاء        | الترتيب        | الأخطاء       | الترتيب       | الأخطاء        | الترتيب        | المجموع        | الأخطاء | الترتيب |
| ---------------- | -------- | ----- | ------------- | ------------- | -------------- | -------------- | -------------- | -------------- | ------------- | ------------- | -------------- | -------------- | -------------- | ------- | ------- |
| ابراهيم البشارات | الفروسية | فريدا | 12            | 67            | لم يتأهل       | لم يتأهل       | لم يتأهل       | لم يتأهل       | لم يتأهل      | لم يتأهل      | لم يتأهل       | لم يتأهل       | لم يتأهل       | 12      | 67      |

### السباحة
شارك الأردن بلاعبين اثنين في رياضة السباحة وهما السباح كريم عناب في فئة سباحة حرة 50 متر رجال، والسباحة تاليتا بقلة في فئة سباحة حرة 50 متر سيدات، ولم يتمكن كلاهما من التأهل:
| اللاعب      | المنافسة                 | الدور الأول | الدور الأول | قبل النهائي | قبل النهائي | النهائي  | النهائي  |
| اللاعب      | المنافسة                 | الزمن       | الترتيب     | الزمن       | الترتيب     | الزمن    | الترتيب  |
| ----------- | ------------------------ | ----------- | ----------- | ----------- | ----------- | -------- | -------- |
| كريم عناب   | سباحة حرة 50 متر - رجال  | 24.09 ثانية | 37          | لم يتأهل    | لم يتأهل    | لم يتأهل | لم يتأهل |
| تاليتا بقلة | سباحة حرة 50 متر - سيدات | 27.45 ثانية | 45          | لم يتأهل    | لم يتأهل    | لم يتأهل | لم يتأهل |

### التايكواندو
| اللاعب        | المنافسة          | دور ال 16                  | ربع النهائي            | نصف النهائي            | تأهل تلقائي            | الميدالية البرونزية    | النهائي                | النهائي  |
| اللاعب        | المنافسة          | الخصم - نتيجة المباراة     | الخصم - نتيجة المباراة | الخصم - نتيجة المباراة | الخصم - نتيجة المباراة | الخصم - نتيجة المباراة | الخصم - نتيجة المباراة | الترتيب  |
| ------------- | ----------------- | -------------------------- | ---------------------- | ---------------------- | ---------------------- | ---------------------- | ---------------------- | -------- |
| محمد أبو لبدة | رجال - 68 كغم     | محمد نيجيريا فاز 13–1      | سيلفا البرازيل خسر 5–7 | لم يتأهل               | لم يتأهل               | لم يتأهل               | لم يتأهل               | لم يتأهل |
| راية حتاحت    | سيدات - 49 كغم    | اليغريا المكسيك خسر 1–12   | لم يتأهل               | لم يتأهل               | لم يتأهل               | لم يتأهل               | لم يتأهل               | لم يتأهل |
| نادين دواني   | سيدات- فوق 67 كغم | ماريانا أوكرانيا خسر 13–18 | لم يتأهل               | لم يتأهل               | لم يتأهل               | لم يتأهل               | لم يتأهل               | لم يتأهل |

## مقالات ذات صلة
- الأردن في الألعاب الأولمبية الصيفية 2016.
- الأردن في الألعاب الأولمبية الصيفية 2008.
- الأردن في الألعاب الأولمبية الصيفية 2004.
- الوطن العربي في الألعاب الأولمبية الصيفية 2012